# Park Slope

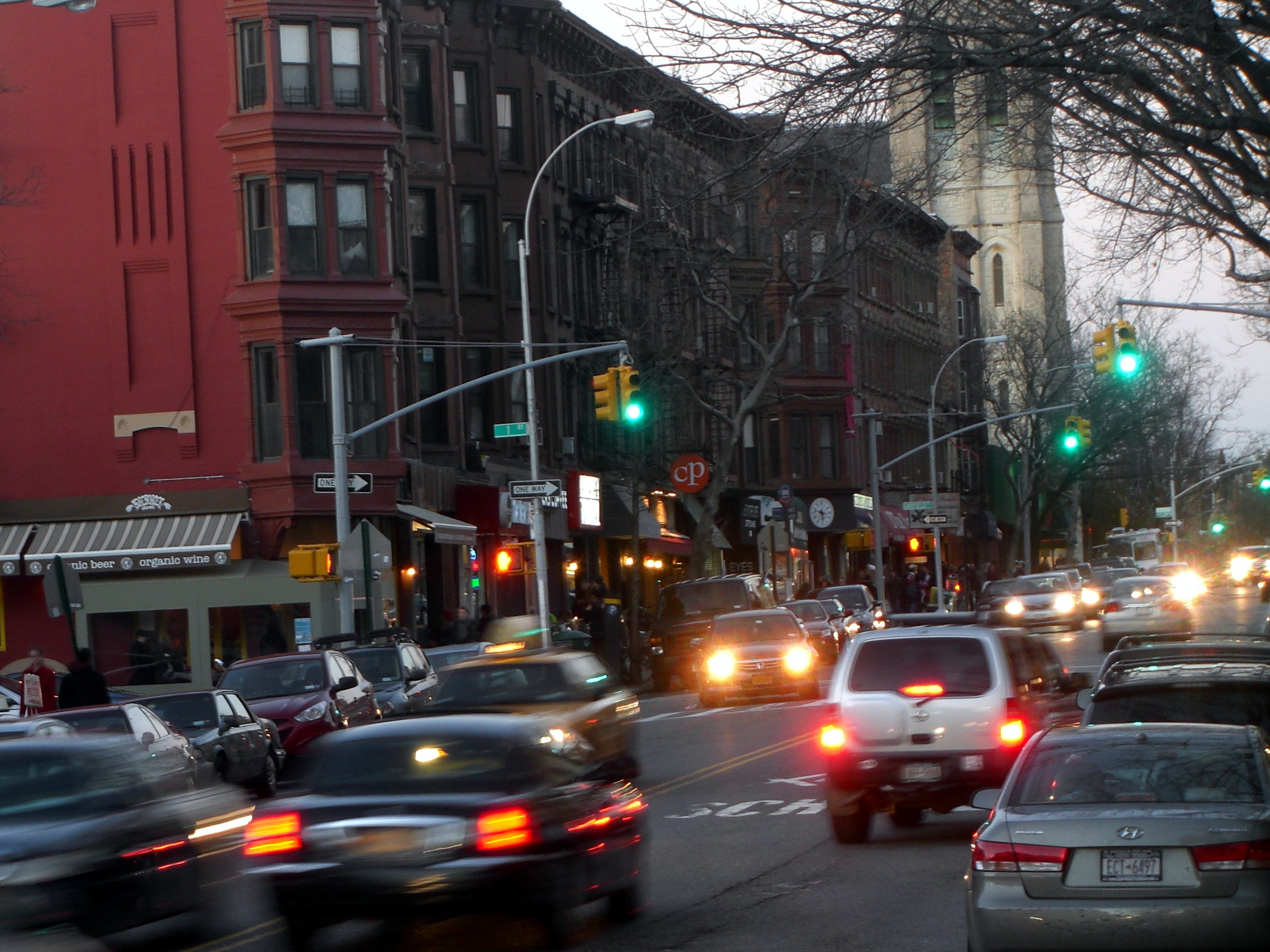
7° strada a Park Slope

Park Slope è un quartiere a nord ovest di Brooklyn a New York. Park Slope è circondata pressappoco da Prospect Park ad est, Fourth Avenue ad ovest, Flatbush Avenue a nord e Prospect Expressway a sud.
Il quartiere prende il nome dalla sua ubicazione sulla pendenza a ovest di Prospect Park. La Fifth Avenue e Seventh Avenue sono le sue strade principalmente commerciali. Tra gli altri, ci vive da anni, proveniente dalla nativa Newark, lo scrittore Paul Auster con la moglie Siri Hustvedt.

## Trasporti
Il quartiere è servito dalla metropolitana di New York attraverso le stazioni di Fourth Avenue, Seventh Avenue e 15th Street-Prospect Park della linea IND Culver (treni delle linee F e G), quelle di Atlantic Avenue, Bergen Street e Grand Army Plaza della linea IRT Eastern Parkway (treni delle linee 2, 3, 4 e 5) e quelle di Prospect Avenue, Ninth Street e Union Street della linea BMT Fourth Avenue (treni delle linee D, N e R).